# Vaszkó Bence
Vaszkó Bence (Budapest, 1985. január 11. –) magyar színművész, író és rendező.

## Életpályája
2005–2006 között az Új Színház stúdiósa volt. 2009-ben végzett a Kaposvári Egyetem színművész szakán. 2009–2013 között a nyíregyházi Móricz Zsigmond Színház, 2013–2014 között a debreceni Csokonai Színház, majd 2014-2016 között ismét a Móricz Zsigmond Színház tagja volt. 2016–2020 között a József Attila Színházban szerepelt. 2023-2024 között a Veszprémi Petőfi Színház tagja.

## Fontosabb színházi szerepei
- Dennis Martin: A pápanő (Anastasius) – 2018/2019
- Eduardo de Filippo: FILUMÉNA HÁZASSÁGA (Riccardo) – 2017/2018
- Zerkovitz Béla – Szilágyi László: CSÓKOS ASSZONY (Dorozsmay Pista) – 2017/2018
- Móricz Zsigmond – Kocsák Tibor – Miklós Tibor: LÉGY JÓ MINDHALÁLIG (Török János) – 2017/2018
- Olt Tamás – Vaszkó Bence: SZÁJON LŐTT TIGRIS (rendező, író) – 2016/2017
- Bohumil Hrabal: SÖRGYÁRI CAPRICCIO (Svoboda, pincér) – 2016/2017
- Dale Wasserman – Mitch Leigh – Joe Darion: LA MANCHA LOVAGJA(Öszvérhajcsár) – 2016/2017
- Molnár Ferenc: AZ ÖRDÖG (János) – 2015/2016
- Gábor Andor: DOLLÁRPAPA (Dr. Szekeres Jenő, Gizi jegyese) – 2015/2016
- Ljudmila Ulickaja: OROSZ LEKVÁR (Konsztantyin, Jelena férje) – 2014/2015
- Heinrich von Kleist: TŰZPRÓBA AVAGY A HEILBRONNI KATICA(Freiburg Miksa, várgróf) – 2014/2015
- Rejtő Jenő: AZ ELLOPOTT FUTÁR (Schulteisz az Ikrek, Kormányzó) – 2014/2015
- James Rado – Gerome Ragni – McDermot: HAIR (Berger) – 2014/2015
- NEVETŐ ANTIKVITÁS (Dionüszosz, Martialis) – 2013/2014
- Szophoklész: ANTIGONÉ (Kar) – 2013/2014
- Stanislaw Wyspianski: NOVEMBERI ÉJ (Wysocki) – 2013/2014
- Szabó Magda: RÉGIMÓDI TÖRTÉNET (Ács Lajos) – 2013/2014
- FEDERICO GARCÍA LORCA (Szereplő) – 2013/2014
- Olt Tamás: HÉT RANDI (Fiú) – 2013/2014
- Zalán Tibor: RETTENTŐ GÖRÖG VITÉZ (Koca, alvilági halálos állat, Teknősbéka, alvilági halálos állat) – 2012/2013
- Eisemann Mihály – Somogyi Gyula – Zágon István: FEKETE PÉTER(Benetti) – 2012/2013
- Heinrich von Kleist: AZ ELTÖRT KORSÓ (Ruprecht, Tuskó Vitus fia) – 2012/2013
- Szép Ernő: LILA ÁKÁC (Lali fiatalúr ) – 2012/2013
- Németh Ákos: A WEBÁRUHÁZ (Lóránt) – 2011/2012
- Carlo Goldoni: A HAZUG (Trilla) – 2011/2012
- Szophoklész: ANTIGONÉ (Haimón) – 2011/2012
- Onder Csaba – Antal Balázs: TIRPÁKIA TÜNDÉRKERT (Barzó Pali, tirpák gazda) – 2011/2012
- Lengyel Menyhért: A WATERLOÓI CSATA (Egy utas, Végh, filmrendező) – 2010/2011
- Fenyő Miklós – Tasnádi István: ARANYCSAPAT (Stopli) – 2010/2011
- William Shakespeare: Rómeó és Júlia (Ábrahám, a Montague ház szolgája) – 2010/2011
- Gádor Béla – Tasnádi István: Othello Gyulaházán (Ösztöndíjas csehszlovák íróbarátunk) – 2009/2010

## Filmes és televíziós szerepei
- Ede megevé ebédem (2006)
- A rögöcsei csoda (2014) ... Doki
- Oltári történetek (2022) ... Weiner János
- Aranybulla (2022) ... Bánk